# Michał Kolanko
Michał Kolanko (ur. 1985 w Krakowie) – polski dziennikarz polityczny i prawnik. Współtwórca portalu 300polityka.pl, w latach 2016–2024 prowadzący programów na antenie Radia dla Ciebie, od 2017 dziennikarz i analityk polityczny „Rzeczpospolitej”, jeden z autorów podkastu Polityczne Michałki.

## Biografia
Jest absolwentem studiów prawniczych na Wydziale Prawa i Administracji Uniwersytetu Jagiellońskiego. Absolwent I LO im. Bartłomieja Nowodworskiego w Krakowie. W 2012 r. był jednym z założycieli serwisu politycznego 300polityka.pl. Współpracował również z serwisami gazeta.pl i serialowa.pl, a także prowadził pod adresem spinroom.pl własnego bloga poświęconego amerykańskiej polityce i technologii. W latach 2016–2024 współpracował z Polskim Radiem RDC (Radiem Dla Ciebie), gdzie prowadził rozmowy polityczne w cyklu Polityka w południe. W 2017 r. dołączył do zespołu dziennika „Rzeczpospolita”, gdzie relacjonuje wydarzenia ze świata polskiej polityki, a także wspólnie z Michałem Szułdrzyńskim przygotowuje i prowadzi podkast Polityczne Michałki.
W 2022 r. wydał książkę Game changer. Za kulisami polityki, będącą zbiorem wywiadów z osobami odpowiedzialnymi za prowadzenie w Polsce kampanii wyborczych. W 2024 roku wydał książkę Nie dajmy się podzielić, wywiad-rzekę z marszałkiem Sejmu Szymonem Hołownią. 
W 2023 r. został oskarżony przez portal Onet.pl o naruszenie zasad etyki dziennikarskiej poprzez nieformalne doradzanie premierowi Mateuszowi Morawieckiemu (za pośrednictwem jego doradcy Mariusza Chłopika) w sprawie kontrowersji, jakie powstały w 2019 r. w stosunkach z Izraelem po nowelizacji ustawy o Instytucie Pamięci Narodowej. Redaktor naczelny „Rzeczpospolitej” Bogusław Chrabota oraz władze wydającej to pismo spółki stanęli wówczas w obronie Kolanki, podkreślając, iż kontakty Kolanki z Chłopikiem mieściły się w granicach normalnej pracy dziennikarza politycznego i nie stanowiły doradzania rządowi.